# Tenryū-ku
Tenryū (天竜区, Tenryū-ku) est l'un des trois arrondissements de la ville de Hamamatsu au Japon. Il est situé au nord de la ville.

## Démographie
L'arrondissement occupe 943,84 km2 pour une population de 25 166 habitants (au 1er juillet 2024) soit une densité de population de 26,7 habitant/km2.

## Histoire
L’arrondissement a été créé en 2007 quand Hamamatsu est devenu une ville désignée par ordonnance gouvernementale. Il correspond à l’ancienne ville de Tenryū et aux anciens bourg de Sakuma, Haruno et Misakubo qui ont fusionné avec Hamamatsu en 2005.

## Lieu notable
- Akihasan Hongū Akiha-jinja

## Transports publics
L'arrondissement est desservi par plusieurs lignes ferroviaires :
- la ligne Iida de la JR Central,
- la ligne Tenryū Hamanako de la compagnie privée Tenhama,
- la ligne Enshū Railway de la compagnie privée Entetsu.